# Дітер Деконінк
Дітер Деконінк (28 січня 1991) — бельгійський плавець.
Учасник Олімпійських Ігор 2012, 2016 років.
Призер Чемпіонату Європи з водних видів спорту 2016 року.